# إدراك الرخاء
إدراك الرخاء هو مصطلح وتعليم يشار إليه غالبًا في جماعات العصر الجديد والفكر الجديد، وهذا مصطلح يستخدمه الاختصاصيون الماليون أحيانًا. ويصف هذا المصطلح عقيدة أنه عندما يفتح المرء عقله أمام الفرص المالية في العالم، وعندما يحيا حياته ويكون لديه منظور يرجب بالموارد المالية، سيحقق المرء ثروة مالية في حياته. ففكرة إدراك الرخاء تقوم أساسًا على الإيمان بـ قانون الجذب واستخدامه في جذب المزيد من الثروات.

## وصلات خارجية
- Prosperity Consciousness by Fredric Lehrman - 7 CD audio book on Nightingale-Conant website
- Fredric Lehrman, Author of Prosperity Consciousness and Director of Nomad University
- Science of Abundant Living teaching about prosperity consciousness
- "Prosperity Consciousness" article on Rich Bits website
- Psychic Journal article about prosperity consciousness